# Varahi (Göttin)
Varahi (Sanskrit वाराही, IAST: Varāhī) ist eine hinduistische Göttin. Sie wird in menschlicher Gestalt dargestellt und ist eine der Matrikas, eine Gruppe von sieben Muttergöttinnen in der Hindu-Religion. Varahi trägt den Kopf einer Sau und ist die Shakti (weibliche Energie) von Varaha, dem Eber-Avatar des Gottes Vishnu. In Nepal wird sie Barahi genannt. In Rajasthan und Gujarat wird sie als Dandini verehrt.
Varahi wird vor allem in der Sekte des göttlich orientierten Shaktismus, aber auch im Shaivismus (Anhänger von Shiva) und Vaishnavismus (Anhänger von Vishnu) verehrt. Sie wird gewöhnlich nachts verehrt, wobei geheimnisvolle Vamamarga Tantric-Praktiken gebraucht werden. Die buddhistischen Göttinnen Vajravārāhī und Marichi haben ihren Ursprung in der Hindu-Göttin Varahi.

## Legende
Nach der Shumbha-Nishumbha-Geschichte des Devi Mahatmya aus den religiösen Texten des Markandeya Purana erscheinen die Matrikas-Göttinnen als Shakti (weibliche Kräfte) aus den Körpern der männlichen Götter. In den Schriften heißt es, dass Varahi aus Varaha erschaffen wurde. Sie hat die Gestalt eines Ebers, schwingt ein Chakra (Diskus) und kämpft mit einem Schwert. Nach dem in den Schriften beschriebenen Kampf tanzen die Matrikas betrunken vom Blut ihrer Opfer.

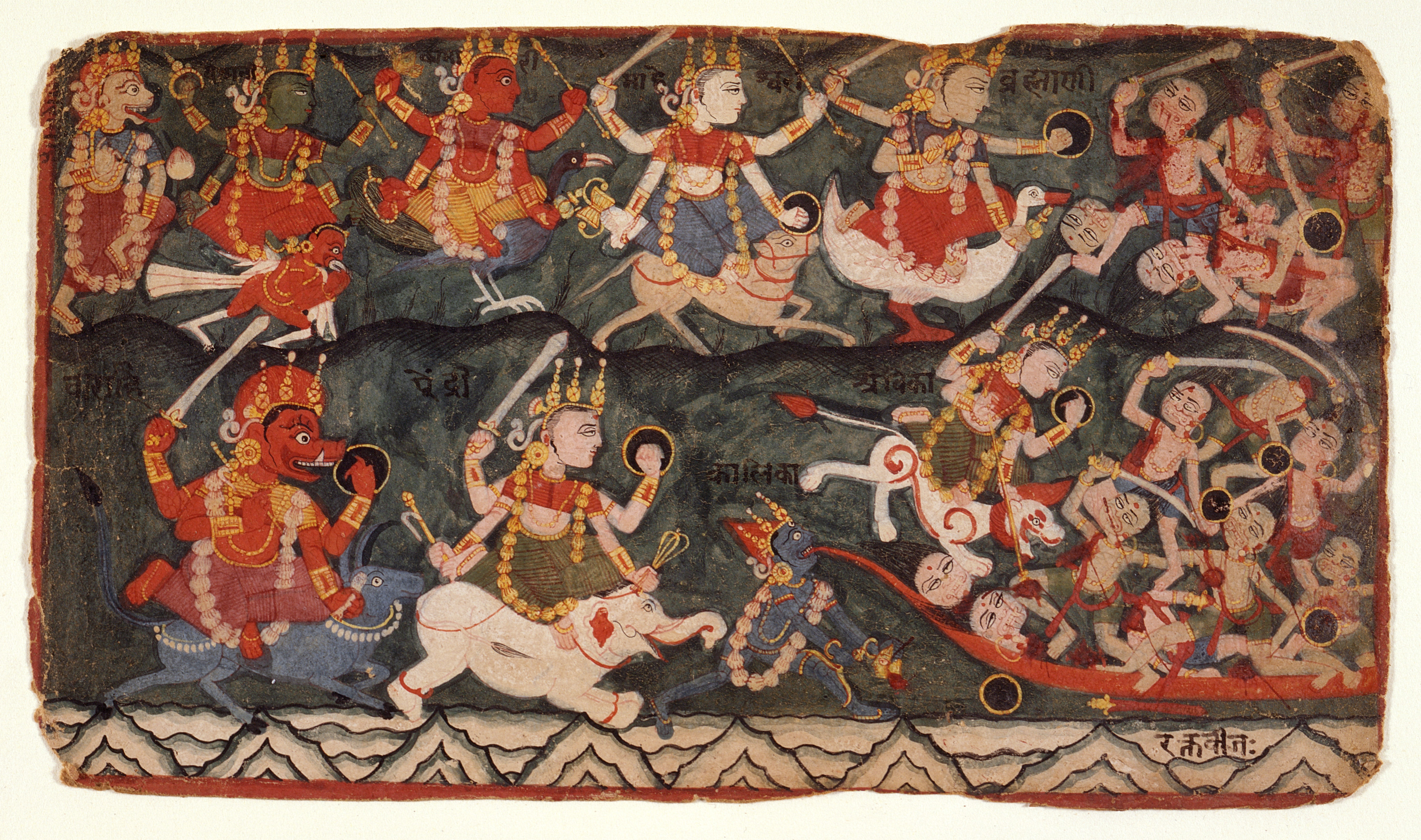
Die Göttin Durga führt die acht Matrikas im Kampf gegen den Dämon Raktabija an. Die rothäutige Varahi (untere Reihe, ganz links) reitet auf einem Büffel und hält ein Schwert, einen Schild und einen Stachel. Bild aus der Devi Mahatmya

Nach einer späteren Episode des Devi Mahatmya, die von der Tötung des Dämons Raktabija handelt, erschafft die Kriegergöttin Durga die Matrikas aus sich selbst und schlachtet mit ihrer Hilfe die Dämonenarmee. Als der Dämon Shumbha Durga zum Einzelkampf herausfordert, absorbiert sie die Matrikas in sich selbst. Im Vamana Purana entstehen die Matrikas aus verschiedenen Teilen der Göttlichen Mutter Chandika; Varahi entsteht aus Chandikas Rücken.
Im Markendeya Purana wird Varahi in einer Hymne, in der die Matrikas als Beschützer der Himmelsrichtungen bezeichnet werden, als Segensbringer und Regent der nördlichen Richtung gepriesen. An anderer Stelle im gleichen Purana wird sie als auf einem Büffel reitend beschrieben. Das Devi Bhagavata Purana besagt, dass Varahi, zusammen mit den anderen Matrikas, von der Höchsten Mutter erschaffen wird. Die Mutter verspricht den Göttern, dass die Matrikas bei Bedarf Dämonen bekämpfen werden. In der Raktabija-Episode wird Varahi in der Gestalt eines Ebers beschrieben, der Dämonen mit seinen Hauern bekämpft, während er auf einem Preta (Leichnam) sitzt. Im Varaha Purana wird die Geschichte von Raktabija nacherzählt, aber hier erscheint jeder der Matrikas aus dem Körper einer anderen Matrika. Varahi erscheint sitzend auf Shesha-nāga (die Schlange, auf der der Gott Vishnu schläft) aus dem Hinterteil von Vaishnavi, der Shakti von Vishnu. Varahi soll im gleichen Purana das Laster des Neides (asuya) repräsentieren.
Das Matsya Purana erzählt eine andere Geschichte über den Ursprung von Varahi. Varahi wird zusammen mit anderen Matrikas von Shiva erschaffen, um ihm zu helfen, den Dämon Andhakasura zu töten, der – wie Raktabija – die Fähigkeit hat, sich aus seinem tropfenden Blut zu regenerieren.

## Assoziationen

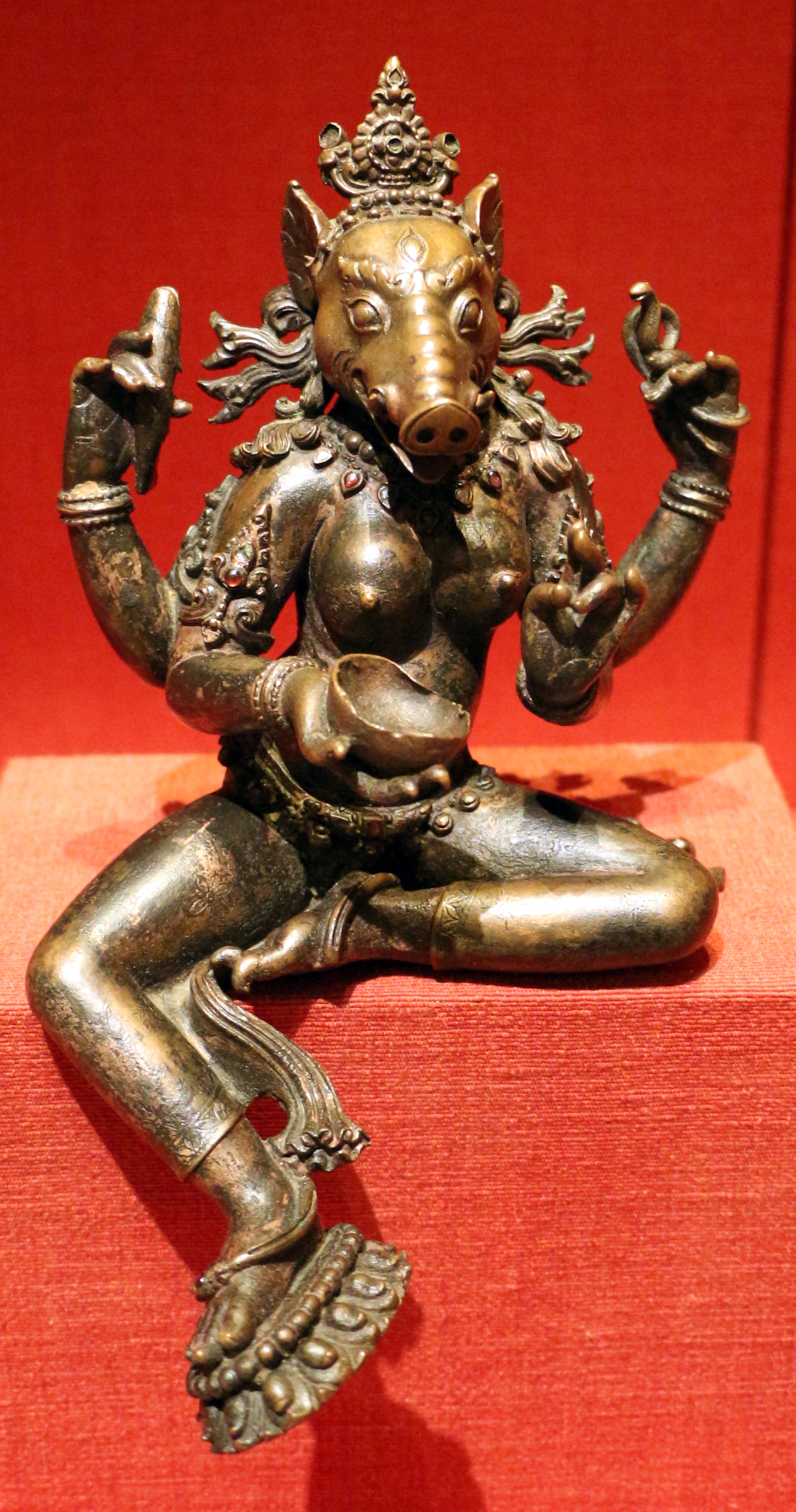
Varahai, 14. Jahrhundert Nepal.

Das Devi Purana nennt Varahi paradoxerweise die Mutter von Varaha (Varahajanani) sowie Kritantatanusambhava, der aus Kritantatanu hervorgeht. Kritantatanu bedeutet „personifizierter Tod“ und könnte ein Attribut von Varaha oder ein direkter Verweis auf Yama, den Gott des Todes, sein. An anderer Stelle in den Schriften wird sie Vaivasvati genannt und als vertieft in das Trinken aus einer Schädel-Tasse beschrieben. Pal geht davon aus, dass der Name „Vaivasvati“ bedeutet, dass Varahi eindeutig mit Yami, der Shakti von Yama, identifiziert wird, der auch als Vivasvan bekannt ist. Außerdem hält Varahi einen Stab und reitet einen Büffel, beides Attribute von Yama; alle Matrikas werden so beschrieben, dass sie die Form der Götter haben, deren Shaktis sie sind.
Im Zusammenhang mit der Verbindung der Matrikas zum Sanskrit-Alphabet wird gesagt, dass Varahi die pa varga der Konsonanten regiert, nämlich pa, pha, ba, bha, ma. Das Lalita Sahasranama, eine Sammlung von 1000 Namen der Göttlichen Mutter, nennt Varahi den Zerstörer des Dämons Visukaran. In einem anderen Zusammenhang wird Varahi als Panchami mit der Frau von Sadashiva identifiziert, dem fünften Brahma, der für die Regeneration des Universums verantwortlich ist. Die anderen Panch Brahmas („fünf Brahmas“) sind die Götter Brahma, Govinda, Rudra und Isvara, die jeweils für Schöpfung, Schutz, Zerstörung und Auflösung zuständig sind. In einem anderen Zusammenhang wird Varahi als Kaivalyarupini bezeichnet, die Verleiherin von Kaivalya („Loslösung der Seele von der Materie oder weiteren Transmigrationen“) – der endgültigen Form von mukti (Erlösung). Man glaubt auch, dass die Matrikas im Körper eines Menschen wohnen. Varahi wird als im Nabel des Menschen wohnend beschrieben und regiert die Manipura, Svadhisthana und Muladhara Chakras.
Haripriya Rangarajan schlägt in ihrem Buch Images of Varahi-An Iconographic Study vor, dass Varahi die Göttin der Sprache, Vak devi, ist.

## Ikonographie

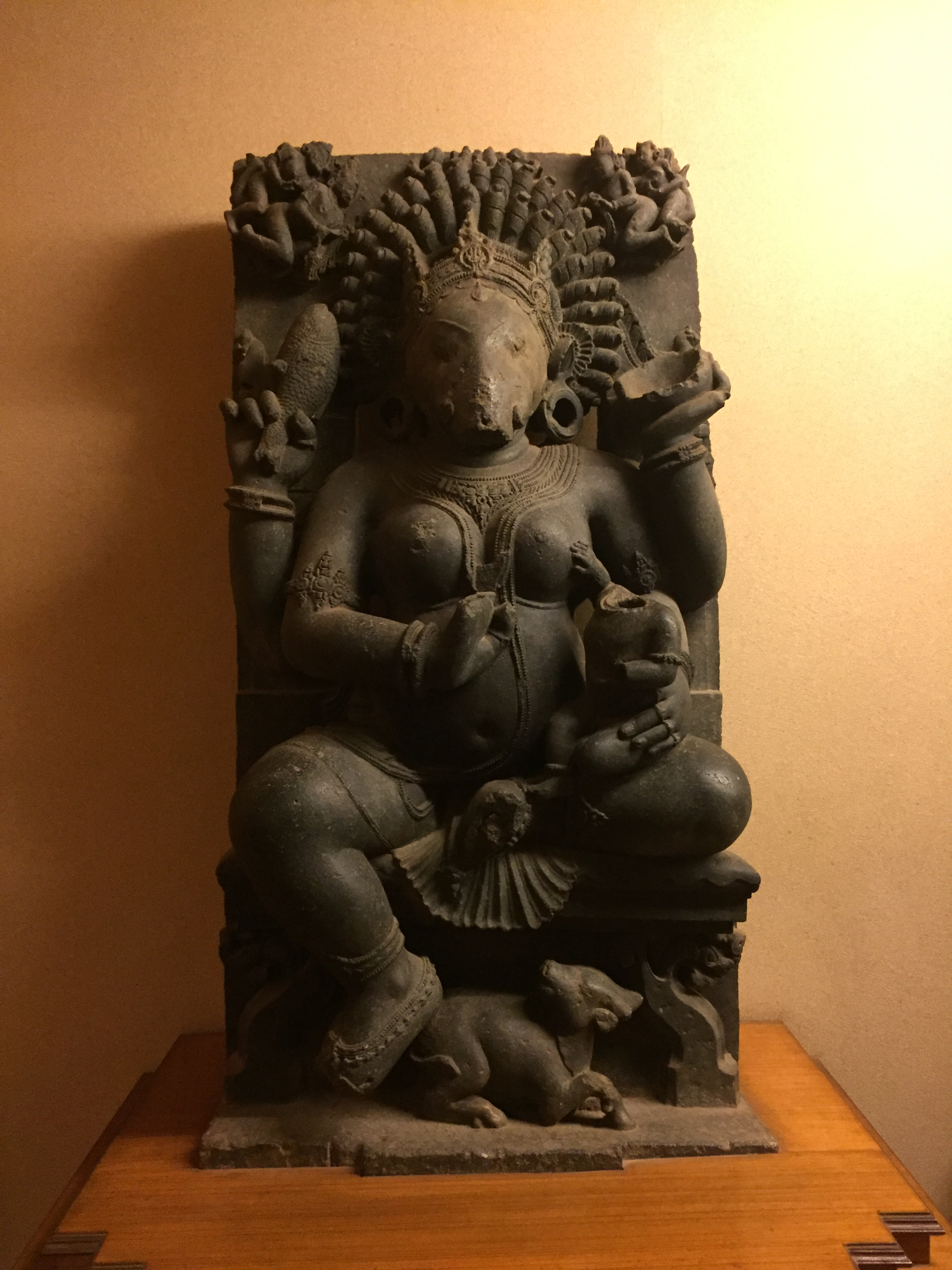
Vierarmige Varahi-Skulptur aus schwarzem Chloritstein im Odisha State Museum.

Die Ikonographie von Varahi wird im Matsya Purana und den agamas, wie dem Purva-karnagama und dem Rupamandana beschrieben. Der tantrische Text Varahi Tantra erwähnt, dass Varahi fünf Formen hat: Svapna Varahi, Canda Varahi, Mahi Varahi (Bhairavi), Krcca Varahi und Matsya Varahi. Die Matrikas, als Shaktis der männlichen Gottheiten, werden so beschrieben, dass sie diesen Göttern in Form, Schmuck und Reittier ähneln, aber Varahi erbt nur das Ebergesicht von Varaha.
Varahi wird gewöhnlich mit ihrem charakteristischen Sau-Gesicht auf einem menschlichen Körper mit einem schwarzen Teint, vergleichbar mit einer Gewitterwolke, dargestellt. Der Gelehrte Donaldson informiert uns, dass die Assoziation einer Sau und einer Frau als abwertend für letztere angesehen wird, aber die Assoziation wird auch in Flüchen verwendet, um „Land vor Eindringlingen, neuen Herrschern und Eindringlingen“ zu schützen. Gelegentlich wird beschrieben, dass sie die Erde auf ihren Stoßzähnen hält, ähnlich wie Varaha. Sie trägt die karaṇḍa mukuṭa, eine konische, korbförmige Krone. Varahi kann stehend, sitzend oder tanzend dargestellt werden. Varahi wird oft als dickbäuchig und mit vollen Brüsten dargestellt, während die meisten anderen Matrikas – außer Chamunda – als schlank und schön dargestellt werden. Ein Glaube legt nahe, dass Varahi, da sie mit der Yoganidra von Vishnu identifiziert wird, die das Universum in ihrem Schoß hält (Bhugarbha Paranmesvari Jagaddhatri), mit einem Hängebauch dargestellt werden sollte. Eine andere Theorie besagt, dass der Hängebauch einen „mütterlichen Aspekt“ widerspiegelt, was Donaldson als „merkwürdig“ beschreibt, da Varahi und Chamunda den schrecklichen Aspekt der göttlichen Mutter „am besten veranschaulichen“. Eine bemerkenswerte Ausnahme ist die Darstellung von Varahi als menschengesichtig und schlank in der Rameshvara-Höhle (Höhle 21) aus dem sechsten Jahrhundert in den Ellora-Höhlen. Sie wird hier als Teil der Gruppe der sieben Matrikas dargestellt. Auf ihrer Stirn wird ein drittes Auge und/oder eine Mondsichel beschrieben.

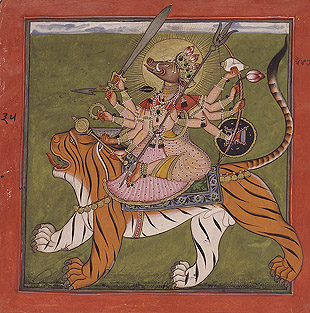
10-armige Varahi sitzend auf einem Tiger. Folio 35 aus der tantrischen Devi-Serie. Indien, Punjab Hills, Basohli, ca. 1660–70

Varahi kann zwei-, vier-, sechs- oder achtarmig sein. Im Matsya Purana, im Purva-karnagama und im Rupamandana wird eine vierarmige Form erwähnt. Im Rupamandana heißt es, dass sie eine ghanta (Glocke), einen chamara (ein Yakschwanz), ein chakra (Diskus) und eine gada (Streitkolben) trägt. Das Matsya Purana lässt die ghanta weg und erwähnt die vierte Waffe nicht. Das Purva-Karanagama erwähnt, dass sie den Sharanga (den Bogen von Vishnu), den hala (Pflug) und den musula (Stößel) hält. Die vierte Hand wird in der Abhayamudrā („Schutzgeste“) oder der Varada Mudra („Segensgeste“) gehalten. Im Devi Purana werden ihre Attribute als Schwert, Eisenkeule und Schlinge erwähnt. Eine andere Beschreibung besagt, dass ihr Haar mit einer Girlande mit roten Blumen geschmückt ist. Sie hält einen Stab und eine Schädeltasse (kapala). Das Varahini-nigrahastaka-Stotra beschreibt ihre Attribute als Pflug, Stößel, Schädeltasse und die abhaya mudra. Das Vamana Purana beschreibt sie auf Shesha sitzend, während sie ein Chakra und einen Streitkolben hält. Das Agni Purana beschreibt sie mit gada, shankha, Schwert und ankusha (Stachel). In der Mantramahodadhi wird erwähnt, dass sie ein Schwert, einen Schild, eine Schlinge und einen Stachel trägt. In Vaishnava-Bildern kann Varahi, da sie mit Vishnu assoziiert wird, mit allen vier Attributen Vishnus – Shankha (Muschel), Chakra, Gada und Padma (Lotus) – dargestellt werden. Die Aparajitapriccha beschreibt sie mit einem Rosenkranz, einer khatvanga (Keule mit Schädel), einer Glocke und einem kamandalu (Wassertopf).

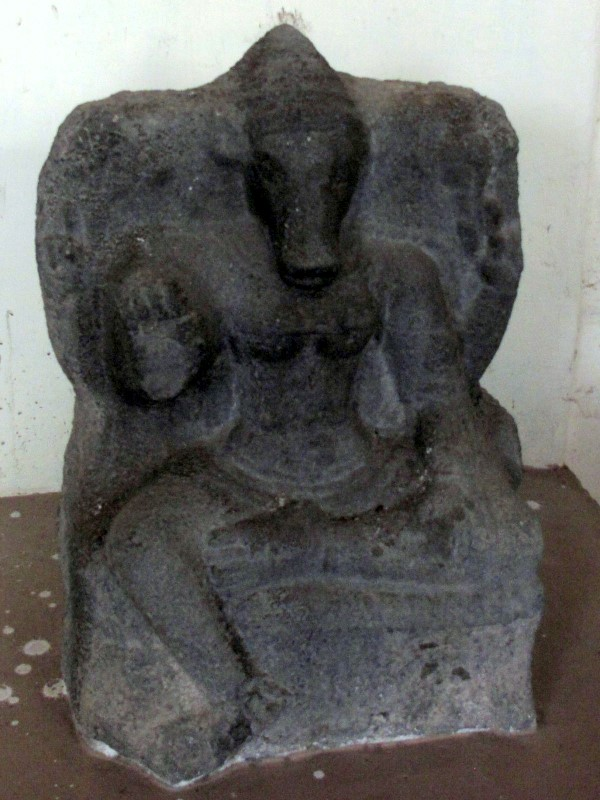
Auf Vaishanava-Bildern wird Varahi oft mit allen vier Attributen Vishnus dargestellt.

Das Vishnudharmottara Purana beschreibt eine sechsarmige Varahi, die in vier Händen einen danda (Strafstab), khetaka (Schild), khadga (Schwert) und pasha (Schlinge) hält, während die beiden verbleibenden Hände in Abhaya und Varada Mudra („Segensgeste“) gehalten werden. Sie hält auch eine shakti und hala (Pflug). Eine solche Varahi-Skulptur findet sich in Abanesi, dargestellt mit dem tanzenden Shiva. Sie kann auch mit einem Kind auf dem Schoß dargestellt werden, wie es bei Matrikas oft der Fall ist.
Matsya Varahi wird als zweiarmig dargestellt, mit spiralförmig gewundenem Haar und einem Fisch (matsya) und einer Kapala in der Hand. Der Fisch und die Weinbecher-Kapala sind besondere Merkmale tantrischer Shakta-Darstellungen von Varahi, wobei der Fisch ausschließlich in tantrischen Beschreibungen vorkommt.
Das vahana (Fahrzeug) von Varahi wird gewöhnlich als ein Büffel (Mahisha) beschrieben. In Vaishnava- und Shakta-Darstellungen wird sie entweder stehend oder sitzend auf einer Lotus-Pitha (Sockel) oder auf ihrem Vahana (einem Büffel) oder auf dessen Kopf, oder auf einem Eber, der Schlange Shesha, einem Löwen oder auf Garuda (dem Adler-Mann-Vahana von Vishnu) dargestellt. In tantrischen Shakta-Bildern kann die vahana insbesondere eine Büffelin oder ein Leichnam (pretasana) sein. Auch ein Elefant kann als ihre vahana dargestellt werden. Die Göttin wird auch als auf ihrem Pferd, Jambini, reitend beschrieben. Garuda kann ebenfalls als ihr Begleiter dargestellt werden. Sie kann auch unter einem kalpaka Baum sitzend dargestellt werden.
Wenn sie als Teil der Sapta-Matrika-Gruppe („sieben Mütter“) dargestellt wird, befindet sich Varahi immer in der fünften Position in der Reihe der Matrikas und wird daher Panchami („fünfte“) genannt. Die Göttinnen werden flankiert von Virabhadra (Shivas grimmige Form) und Ganesha (Shivas elefantenköpfiger Sohn und Weisheitsgott).

## Verehrung

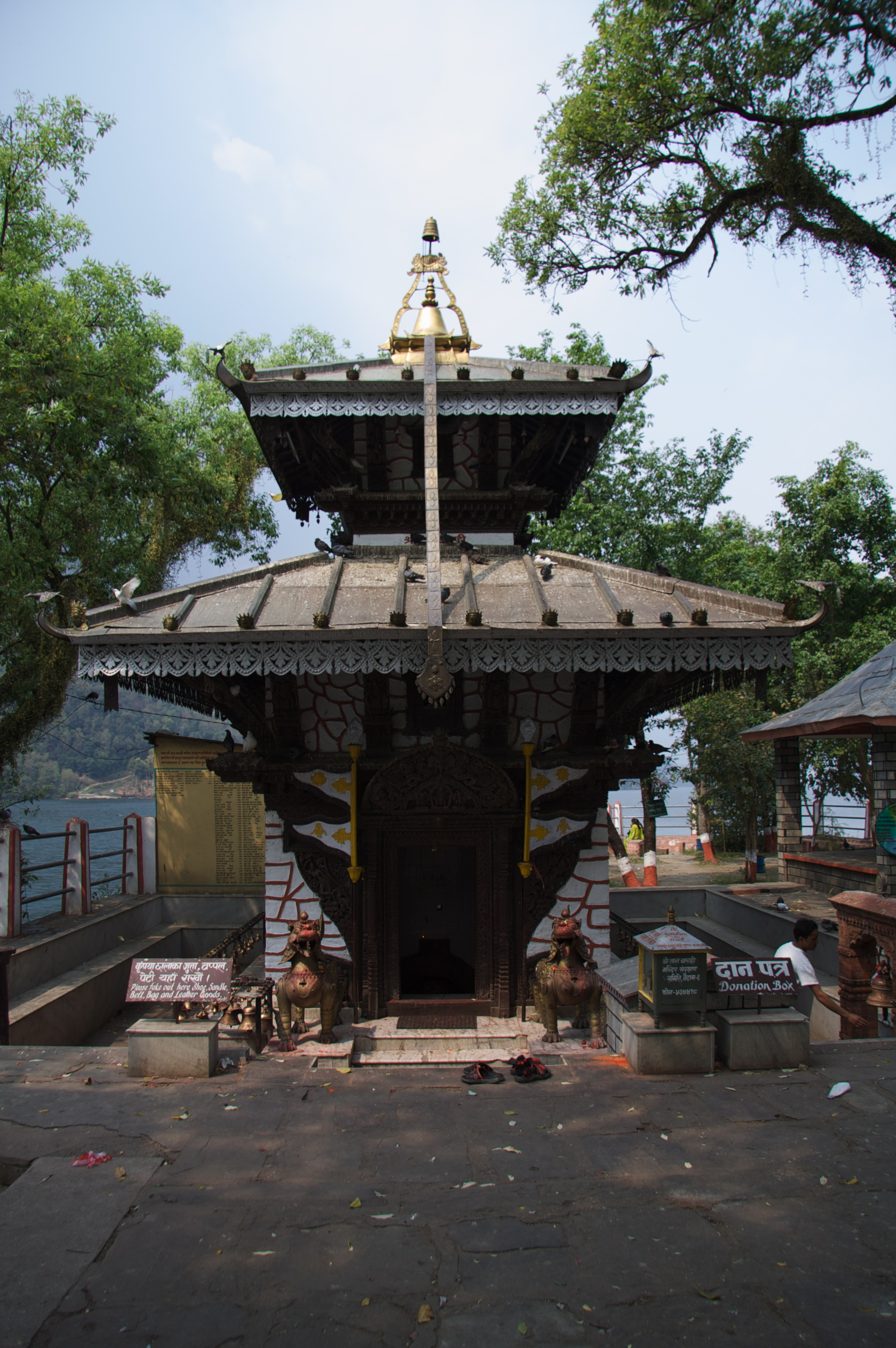
Barahi-Tempel, Phewa-See, Nepal

Varahi wird von Shaivas, Vaishnavas und Shaktas verehrt. Varahi wird in der Gruppe der Sapta-Matrikas („sieben Mütter“) verehrt, die im Shaktismus verehrt werden, sowie mit Shiva assoziiert.
Varahi ist eine ratri devata (Nachtgöttin) und wird manchmal Dhruma Varahi („dunkle Varahi“) und Dhumavati („Göttin der Dunkelheit“) genannt. Dem Tantra zufolge sollte Varahi nach Sonnenuntergang und vor Sonnenaufgang verehrt werden. Im Parsurama Kalpasutra heißt es ausdrücklich, dass die Zeit der Verehrung die Mitte der Nacht ist. Shaktas verehren Varahi durch geheimnisvolle Vamamarga Tantrische Praktiken, die insbesondere mit der Verehrung durch panchamakara – Wein, Fisch, Getreide, Fleisch und rituelle Kopulation – verbunden sind. Diese Praktiken werden im Kalaratri-Tempel am Ufer des Ganges beobachtet, wo Varahi nur nachts verehrt wird; tagsüber ist der Schrein geschlossen. Shaktas betrachten Varahi als eine Manifestation der Göttin Lalita Tripurasundari oder als „Dandanayika“ oder „Dandanatha“ – der Oberbefehlshaber von Lalitas Armee. Die Sri Vidya-Tradition des Shaktismus erhebt Varahi in den Status von Para Vidya („transzendentales Wissen“). Das Devi Mahatmya empfiehlt, Varahi für ein langes Leben anzubeten. Dreißig yantras und dreißig mantras sind für die Verehrung von Varahi und den Erwerb von siddhis durch ihre Gunst vorgeschrieben. Dem Gelehrten Rath zufolge deutet dies auf ihre Macht hin. Einige Texte, die ihre Ikonographie beschreiben, vergleichen sie mit der Höchsten Shakti.
Zu den Gebeten, die Varahi gewidmet sind, gehören Varahi Anugrahashtakam, für ihren Segen, und Varahi Nigrahashtakam, für die Vernichtung von Feinden; beide sind in Tamil verfasst.

### Tempel

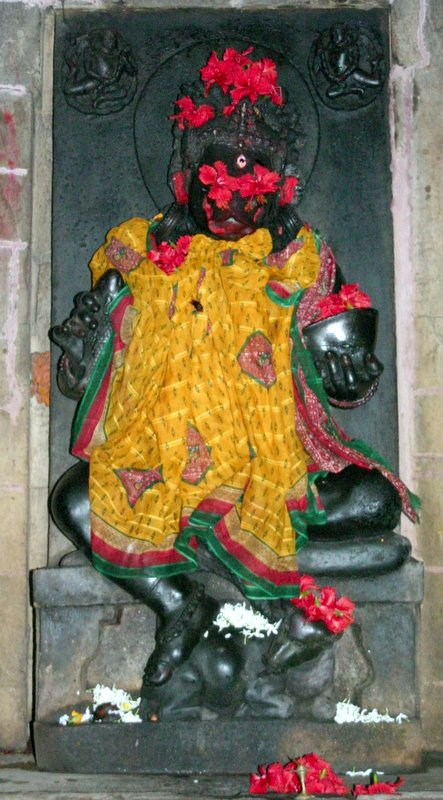
Central icon of Varahi Chaurasi temple

Abgesehen von den Tempeln, in denen Varahi als Teil der Sapta-Matrika verehrt wird, gibt es bemerkenswerte Tempel, in denen Varahi als Hauptgottheit verehrt wird.
Indien
Ein Varahi-Tempel aus dem 9. Jahrhundert existiert in Chaurasi, etwa 14 km von Konark, Orissa, wo Varahi als Matysa Varahi errichtet ist und durch tantrische Riten verehrt wird. In Varanasi wird Varahi als Patala Bhairavi verehrt. In Chennai gibt es einen Varahi-Tempel in Mylapore, während ein größerer Tempel in der Nähe von Vedanthangal gebaut wird. Ashadha Navaratri, im Hindu-Monat Ashadha (Juni/Juli), wird als neuntägiges Fest zu Ehren von Varahi am Varahi-Schrein im Brihadeeswarar-Tempel (einem Shaiva-Tempel) in Thanjavur gefeiert. Die Göttin wird jeden Tag während der Feste mit verschiedenen Arten von alankarams (Ornamenten) geschmückt, wobei auch Vollmondtage als glückverheißend gelten. Ein alter Tempel der Göttin befindet sich auch in Uthirakosamangai. Der Ashta-Varahi-Tempel mit acht Formen von Varahi befindet sich in Salamedu bei Villupuram.
Nepal
Der Tal-Barahi-Tempel liegt in der Mitte des Phewa-Sees in Nepal. Hier wird Barahi, wie sie in Nepal genannt wird, in der Matysa Varahi-Form als Inkarnation von Durga und als Ajima („Großmutter“) verehrt. Die Gläubigen opfern der Göttin gewöhnlich samstags männliche Tiere. Jaya Barahi Mandir, Bhaktapur, ist ebenfalls Barahi gewidmet.

## Außerhalb des Hinduismus

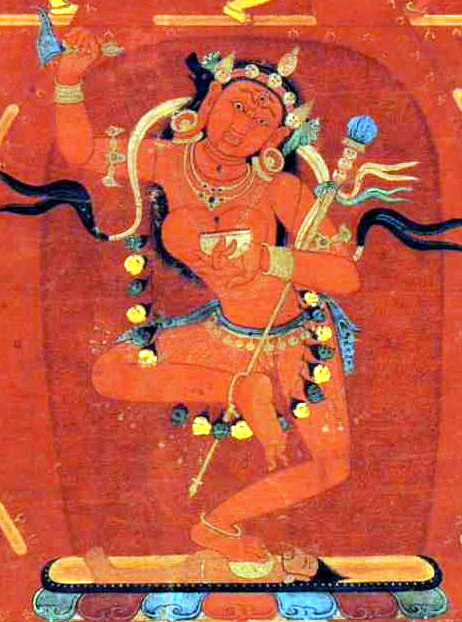
Vajravarahi, mit dem Kopf einer Sau auf ihrer rechten Seite

Vajravarahi („Vajra-hog“ oder buddhistische Varahi), die häufigste Form der buddhistischen Göttin Vajrayogini, ist aus der hinduistischen Varahi entstanden. Vajravarahi ist im Buddhismus auch als Varahi bekannt. Vajravarahi hat den grimmigen Charakter und den Zorn von Varahi geerbt. Beide werden angerufen, um Feinde zu vernichten. Der Saukopf von Varahi wird auch als der Kopf der rechten Seite gesehen, der in einer der häufigsten Formen von Vajravarahi am Hauptkopf befestigt ist. Der Schweinekopf wird in den tibetischen Schriften als Symbol für die Sublimierung der Unwissenheit („moha“) beschrieben. Laut Elizabeth English tritt Varahi durch die Yogatantras in das buddhistische Pantheon ein. Im Sarvatathagatatattvasamgaraha wird Varahi zunächst als Shaiva sarvamatr („All-Mutter“) beschrieben, die sich in der Hölle befindet und von Vajrapani zum buddhistischen Mandala bekehrt wird, indem sie den Namen Vajramukhi („Vajra-Gesicht“) annimmt. Varahi tritt auch in das Heruka-Mandala als eine begleitende Göttin ein. Varahi erscheint zusammen mit Varttali (einer anderen Form von Varahi) als schweinegesichtige Dienerin von Marichi, die ebenfalls ein Schweinegesicht hat – was möglicherweise ein Effekt der hinduistischen Varahi ist.